# La Laguna Escondida
La Laguna Escondida är en ort i Mexiko.   Den ligger i kommunen San Lucas Ojitlán och delstaten Oaxaca, i den sydöstra delen av landet, 300 km sydost om huvudstaden Mexico City. La Laguna Escondida ligger 186 meter över havet och antalet invånare är 236.
Terrängen runt La Laguna Escondida är kuperad åt sydost, men åt nordväst är den platt. Runt La Laguna Escondida är det ganska glesbefolkat, med 40 invånare per kvadratkilometer. Närmaste större samhälle är San Lucas Ojitlán, 15,5 km nordväst om La Laguna Escondida. 